# Federazione di baseball e softball delle Figi
La Federazione figiana di baseball e softball (eng. Fiji Islands Baseball & Softball Association) è un'organizzazione fondata nel 2000 per governare la pratica del baseball e del softball nelle Figi.
Organizza il campionato maschile e di softball femminile, e pone sotto la propria egida la nazionale maschile e di softball femminile.